# HTC Shift
De HTC Shift (codenaam HTC Clio) is een tablet-pc en umpc van het Taiwanese bedrijf HTC die verscheen in januari 2008. Omdat het apparaat de mogelijkheid heeft om te bellen, kan dit echter ook tot de phablets gerekend worden.

## Software
De tablet-pc maakt gebruik van het besturingssysteem Windows Vista, maar het is mogelijk om het apparaat te upgraden naar Windows 8. De umpc beschikt daarnaast ook over SnapVUE, een versimpelde versie van Windows Mobile 6.0 Professional. De Shift ondersteunt handschriftherkenning en beschikt over wifi, bluetooth, GSM, GPRS, EDGE, UMTS en HSDPA.

## Fysieke kenmerken
Het tft-aanraakscherm met een schermdiagonaal van 7 inch is in staat om 16 miljoen kleuren weer te geven. Het scherm heeft een resolutie van 480 x 800 pixels. Een qwerty-toetsenbord is ook aanwezig in de HTC Shift.
De draagbare mini-computer draait op een Intel A110 Stealey-processor die gebaseerd is op de Intel GMA 950-GPU-architectuur. De processor is geklokt op 800 MHz. Het werkgeheugen bedraagt 2 GB RAM en het opslaggeheugen is er in een 40GB- en 60GB-versie, die allebei uitgebreid kunnen worden via een microSD-kaartje.
De Shift 10.1 is 207 mm lang, 129 mm breed en 25 mm dik. De tablet-pc weegt 800 gram.